# Anna-Rosa Schuwert-Dovertie
Anna-Rosa Eva Schuwert-Dovertie, född 24 december 1910 i Kalmar, död där 13 december 1989, var en svensk målare.
Hon var dotter till direktören Edward Schuwert och Rosa Brodin och gift andra gången från 1947 med antikhandlaren Lars Dovertie. Hon studerade konst för Ivan Hoflund i Kalmar 1938–1939 och 1946 samt för Martha Rydell-Lindström i Stockholm 1946 och modellteckning vid Académie Libre 1947–1949 samt vid Otte Skölds målarskola 1951–1952 och under studieresor till England. Separat ställde hon ut några gånger i Kalmar och hon medverkade i samlingsutställningar arrangerade av Sydöstra Sveriges konstförening. Hennes konst består av stilleben, figurstudier och barnskildringar. Schuwert-Dovertie är begravd på Södra kyrkogården i Kalmar.  